# Chironomoidea
Chironomoidea es una superfamilia perteneciente al orden de los dípteros, suborden nematóceros, infraorden culicomorfos. Incluye las siguientes familias: 
- Chironomidae
- Ceratopogonidae
- Simuliidae
- Thaumaleidae